# I-dle
I-dle (кор. 아이들), ранее известные как (G)I-dle (кор. (여자)아이들; ром.: Yeoja Aideul, переводится как «Юная Девушка», сокращение от Girl-Idle; читается как Айдл) — южнокорейская гёрл-группа, сформированная в 2018 году компанией Cube Entertainment. Коллектив состоит из пяти участниц: Соён, Миён, Минни, Юци и Шухуа. 14 августа 2021 года группу покинула Суджин. Дебют состоялся 2 мая 2018 года с мини-альбомом I Am. В честь седьмой годовщины 1 мая 2025 года (G)I-dle объявили о переименовании в I-dle.
(G)I-DLE были названы «монстрами-новичками» 2018 года и считаются одной из самых успешных южнокорейских гёрл-групп, не принадлежащих «Большой тройке» звукозаписывающих лейблов. В отличие от большинства женских групп K-pop, (G)I-dle непосредственно участвуют в создании своей музыки; в частности, Соён, которая написала и спродюсировала большую часть песен группы. Участницы Минни и Юци также были соавторами и продюсерами многочисленных треков для альбомов. Группа получила известность в стране в 2020 году благодаря своему сингл-альбому Dumdi Dumdi, который занял второе место в чарте Circle Chart и стал вторым в списке самых продаваемых синглов женских групп всех времён. Их следующий сингл «Tomboy» с их первого полноформатного альбома I Never Die возглавил чарты Circle, оставаясь на вершине более двух месяцев. Кроме того, сингл был сертифицирован как платиновый Корейской ассоциацией музыкального контента (KMCA), за ним последовал их следующий сингл «Nxde», который также возглавил чарт Circle, сделав (G)I-dle единственным исполнителем, у которого две песни достигли PAK в 2022 году. В 2023 году они стали первыми исполнителями от независимого лейбла, которые заняли 39-ю строчку в чартах Mediabase Top 40 Radio Airplay и дебютировали на 40-й строчке в американском чарте Billboard Pop Airplay с песней не на английском языке.

## Название
В интервью The Star лидер группы Чон Соён рассказала, что название «Idle» (아이들) пришло к ней, когда она сочиняла «Idle Song». Она отправила его в компанию, и там название было окончательно определено. Тем не менее, название получило неоднозначную реакцию в Южной Корее, а также на международном уровне в связи с тем, что «아이들» означает «группа молодых людей», а «Idle» на английском языке означает кого-то, кто избегает работы. Таким образом, группа была переименована в (G)I-DLE, где «I» в названии «I-DLE» обозначает индивидуальность, а «Dle» — это множественное число «I» (в корейском «Dle» записывается, как «들» (дыль) — окончание множественного числа). Это значит, что шесть людей с уникальными личностями объединились. Также название группы может переводиться как «дети». «Айдл» в названии произносилось вслух, буква «G», заключенная в круглые скобки, не включалась. После их возвращения в качестве квинтета, в эпизоде IDDP от 1theK Original, выпущенном 15 марта 2022 года, группа подтвердила, что хотела бы, чтобы к ним обращались устно как «I-dle».
1 мая 2025 года (G)I-dle объявили о переименовании в I-dle, подчеркнув своё стремление не ограничиваться гендерными рамками.

## Карьера

### Предебют
В 2015 году Соён была выбрана для представления Cube Entertainment на реалити-шоу «Подготовка 101» (англ. Produce 101). Она стала одной из самых популярных участниц, в десятом эпизоде достигнув пятого места в общем рейтинге конкурсанток. В финальном эпизоде Соён заняла 20 место, тем самым не сумев дебютировать во временно созданной женской группе I.O.I. Она также участвовала в третьем сезоне шоу «Дерзкие рэперши» (англ. Unpretty Rapstar), где стала второй. Позже Соён дебютировала как сольная исполнительница, выпустив синглы «Jelly» и «Idle Song».
Миён, самая старшая из участниц, на протяжении пяти лет (с 2010 по 2015) была трейни YG Entertainment. Суджин — бывшая трейни DN Entertainment. Она должна была дебютировать в женской группе VIVIDIVA, но покинула её до официального дебюта. Её сценическим именем было N.Na. Минни, Юйци и Шухуа появлялись в рекламе для бренда Rising Star Cosmetic в июне 2017 года. Шухуа снималась в видеоклипе 10 cm «Pet» в сентябре 2017 года. Минни принимала участие в альбоме Dance Party Line Friends, который вышел в ноябре. С апреля 2018 года она с Миён выпустила серию каверов на YouTube с канала Dingo Music. Юйци появлялась на том же канале в небольшом ролике.
22 марта 2018 года Cube Entertainment в своём официальном заявлении анонсировал дебют Соён в новой женской группе в первой половине года. 5 апреля было объявлено название − (G)I-DLE. С 8 апреля началась публикация индивидуальных тизеров будущих участниц. Они стали первой женской группой Cube Entertainment со времён дебюта CLC в 2015 году и второй со времён дебюта 4minute в 2009 году.

### 2018: Дебют сI Amи рост популярности

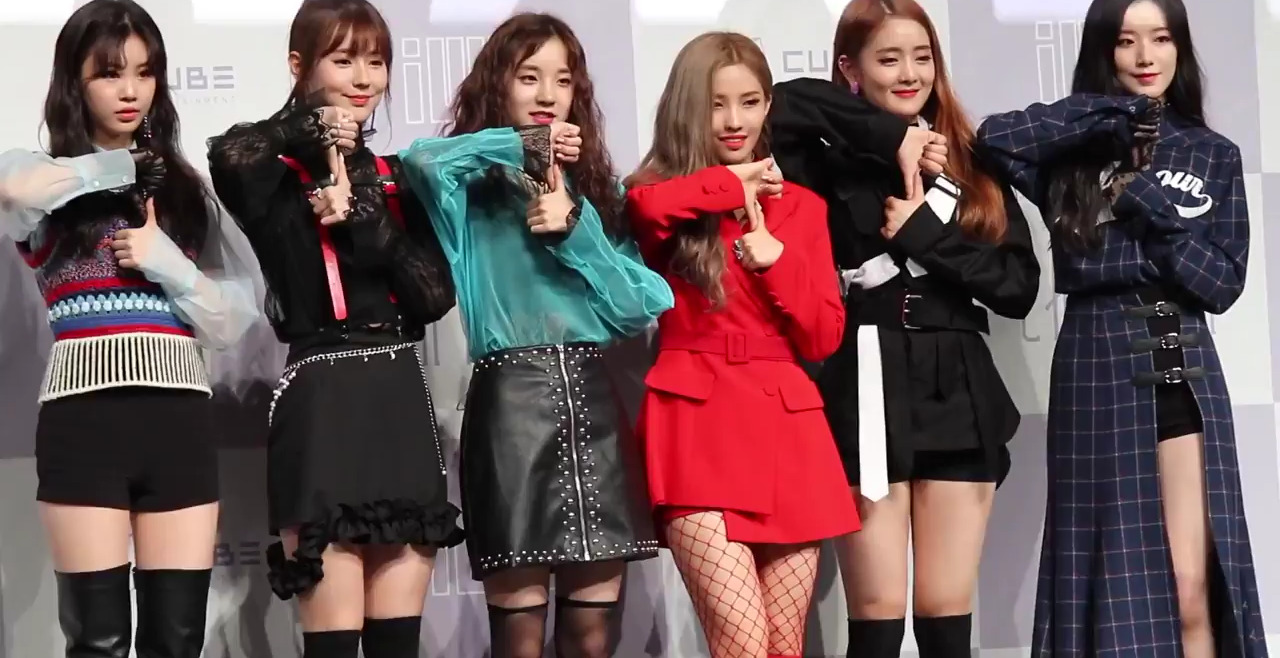
(G)I-DLE на шоукейсе в честь дебюта, май 2018 года

(G)I-DLE официально дебютировали 2 мая с мини-альбомом I Am и синглом «Latata». Дебютный шоукейс состоялся в Blue Square iMarket Hall в тот же день. На следующий день группа впервые выступила на M!Countdown.
Менее чем за два дня суммарные просмотры «Latata» (с канала 1theK и официального канала Cube) достигли более 2 миллионов. Мини-альбом дебютировал на 13 месте в Gaon Albums Chart. I Am также дебютировал на седьмой позиции, а затем достиг пятой строчки в Billboard World Albums Chart. «Latata» дебютировал на 35 месте в цифровом сингловом чарте. 22 мая, через 20 дней после дебюта, (G)I-DLE одержали победу на The Show. 24 мая группа выиграла на M!Countdown, а 29 мая они вновь выиграли на The Show. Через месяц после дебюта (G)I-DLE попали в Social 50 на 36 позицию. 8 июня коллектив занял 1 место в списке репутации бренда женских групп, индекс составил более 10 миллионов. 63,55 % мнений были положительными. На ежегодной премии Korea Brand Awards они одержали победу в категории «Лучший женский новичок года».
14 августа был выпущен первый цифровой сингл «Hann». Музыкальное видео было выпущено вместе с синглом. За сутки клип набрал 4,9 миллиона просмотров на YouTube. «Hann» возглавил южнокорейские музыкальные чарты, включая Bugs, Genie и Olleh Music, 16 августа и достиг нового пика в мировом чарте продаж цифровых песен Billboard, где они дебютировали на 2 позиции. Они получили свою первую победу в музыкальном шоу Show Champion 29 августа. В сентябре группа впервые появилась на KCON в Таиланде.
В ноябре Riot Games выпустили песню под названием Pop/Stars, в которой Соён и Миён вместе с американскими певицами Мэдисон Бир и Джейрой Бёрнс дебютировали в составе виртуальной женской группы K/DA. Соён и Миён озвучили Акали и Ари. Также они исполнили его на чемпионате мира по League of Legends вместе с Бир и Бёрнс, и он занял первое место в Billboard World Digital Sales.
В течение оставшейся части 2018 года (G)I-DLE получили несколько наград для на крупных корейских музыкальных шоу в конце года, включая Asia Artist Awards, Gaon Chart Music Awards, Genie Music Award, Golden Disk Awards, Korea Popular Music Awards и Melon Music Awards.

### 2019:I Made, дебют в Японии иQueendom

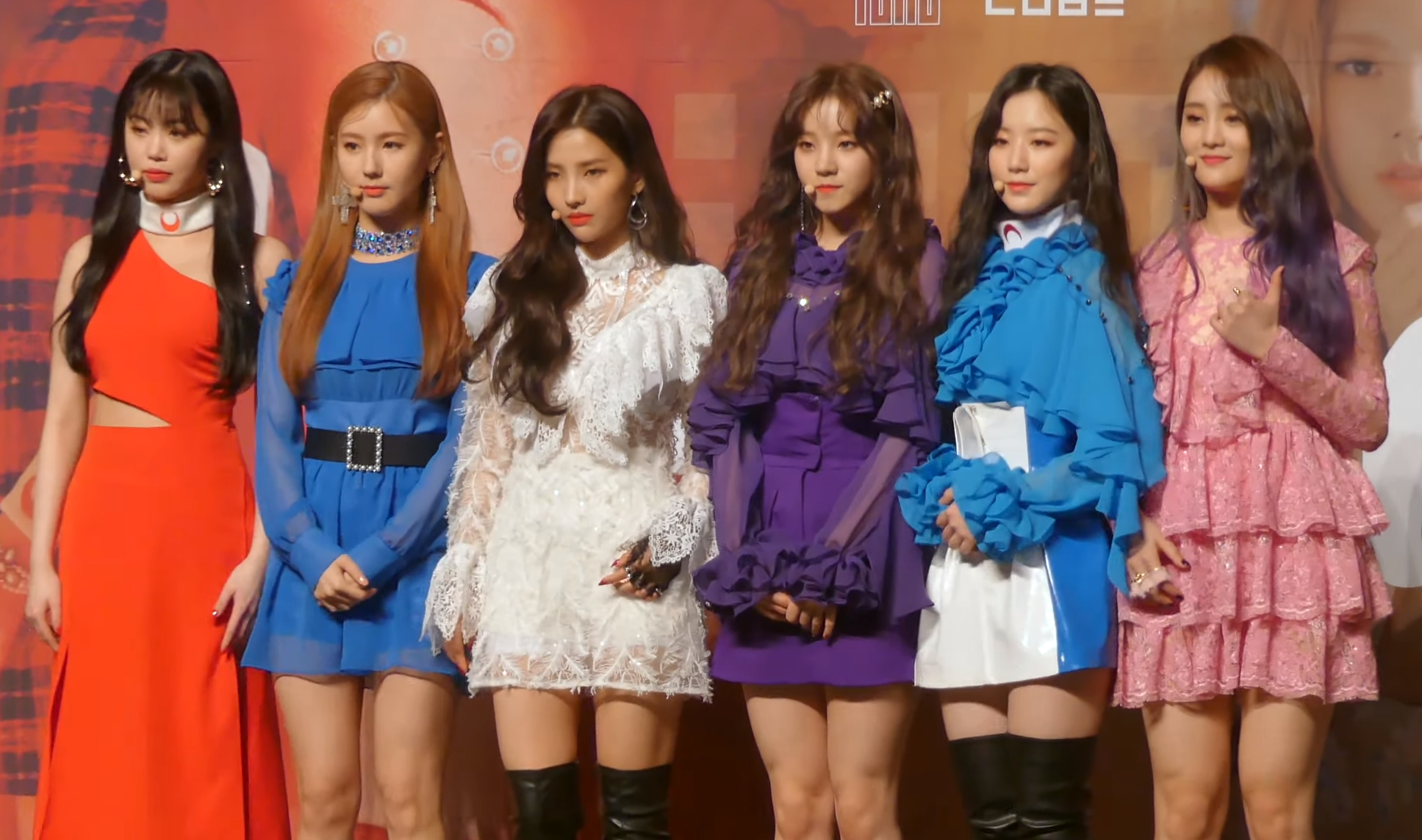
(G)I-DLE на шоукейсе в честь выхода второго мини-альбома I Made, февраль 2019 года

26 февраля 2019 года состоялся релиз второго мини-альбома I Made с заглавной песней «Senorita».
26 июня состоялся релиз второго цифрового сингла «Uh-Oh». Песня заняла топ-50 на 22 строчке в NetEase Cloud Music China за первую половину 2019 года, что делает их единственной K-pop-группой, попавшей в чарт.
В июле (G)I-DLE провели свое первое выступление в США во время ежегодной конференции и музыкального фестиваля KCON в Джавитс-центре, Нью-Йорк. 31 июля группа дебютировала в Японии с мини альбомом Latata. Они провели концерт в Mainabi Blitz Akasaka 23 июля. Было продано более 1000 билетов с посещаемостью 1500 человек. Сообщалось, что около 15 000 человек подали заявки на участие, но из-за ограничения места проведения.
Начиная с августа, (G)I-DLE участвовали в шоу на выживание «Царство королев» (англ. Queendom). Они будут выпускать одиночные треки одновременно и конкурировать, чтобы увидеть, кто будет доминировать в чартах. В первом предварительном раунде (G)I-dle заняли первое место после исполнения песни «Latata», переосмысленной с концепцией шаманизма. Тайское «очарование» Минни было хорошо воспринято и стало горячей темой как среди корейских, так и среди тайских поклонников. В конце сентября они провели свою первую фан-встречу «Добро пожаловать в Neverland» в Yes24 Live Hall в Сеуле. Билеты на шоу были распроданы за две минуты. (G)I-DLE исполнили «Put It Straight (Nightmare Version)» для раунда «Ящик Пандоры». 25 октября (G)I-DLE выпустили сингл «Lion» в рамках мини-альбом Queendom Final Comeback. По состоянию на ноябрь 2019 года живые выступления с «Latata» и «Fire» набрали более 11 и 13 миллионов просмотров соответственно. (G)I-DLE заняли на шоу третье место. «Lion» стал спящим хитом после обретения популярности, вновь входя в чарты различных музыкальных сайтов в реальном времени. Музыкальное видео для него было выпущено 4 ноября; за два дня его просмотрели более 5 миллионов раз. Песня дебютировала на 13 строчке на мировых продажах цифровых песен и поднялась до 5 места. Одновременно сингл поднялся с 85 до 19 строчки на цифровой диаграмме Gaon и возглавил чарт китайского чарта QQ Music в течение двух недель подряд. 21 декабря (G)I-DLE исполнили свои хитовые синглы на рождественской и новогодней вечеринке 2020 года в Тайнане. На их сцене было зафиксировано самый большое количество зрителей события — 80 000 человек.

### 2020:I Trust, онлайн концерт,Oh My Godи «Dumdi Dumdi»

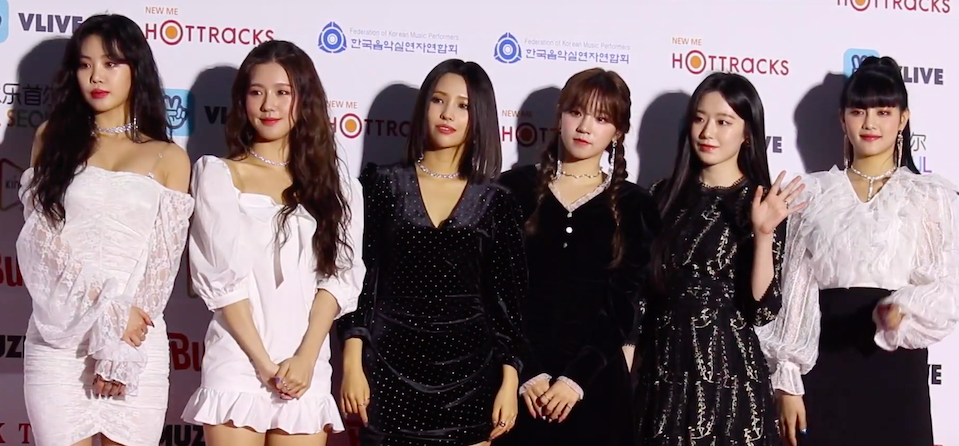
(G)I-DLE на премии Gaon Music Awards, январь 2020

28 января 2020 года группа объявила о своём первом мировом турне I-Land: Who Am I, которое должно было охватить 32 различных города по всему миру. Позже было объявлено, что концерт в Бангкоке отложен в связи со вспышкой коронавируса и для обеспечения безопасности и здоровья артистов, поклонников и персонала.
28 марта (G)I-DLE приняли участие в Twitch Stream Aid 2020. Прямая трансляция представляла собой 12-часовой благотворительный концерт, целью которого был сбор средств для помощи в связи с пандемией COVID-19. Они были первой женской корейской группой, принявшей участие в этой трансляции.
6 апреля (G)I-DLE выпустили третий мини-альбом I Trust с заглавным синглом «Oh my god». Альбом состоит из пяти песен, включая англоязычную версию заглавного трека. Чтобы продвигаться на американском рынке, (G)I-DLE подписали контракт с Republic Records. Альбом был распродан в количестве 100 000 физических копий за три дня. I Trust дебютировал на вершине альбомного чарта Gaon, став альбомом номер один в Южной Корее, и достиг 4 места в мировом альбомном чарте Billboard, а также возглавил альбомный чарт iTunes в 62 странах мира. Клип на песню «Oh my god» побил их личный рекорд, собрав 17 миллионов просмотров в течение первого дня, и выиграл международное музыкальное мероприятие BreakTudo 2020 года. С песней «Oh my god» группа в общей сложности одержала 14 побед на музыкальных шоу.
15 мая (G)I-DLE выпустили официальную английскую версию своей дебютной песни «Latata». 31 мая группа объявила, что присоединится к составу из 32 артистов на «KCON:TACT 2020 Summer». 5 июля (G)I-DLE провели прямой онлайн-концерт (G)I-DLE Online Concert «I-Land: Who Am I», первый после отмены их мирового тура. Они исполнили песни со своего дебютного альбома, а также написанную Минни и Юйци песню «i’m The Trend», с живой аудиторией в 11 000 тысяч зрителей в режиме реального времени. 7 июля группа выпустила сингл в качестве специального подарка для фанатов.
3 августа (G)I-DLE выпустили первый сингл-альбом Dumdi Dumdi с одноимённым ведущим синглом. Dumdi Dumdi занял второе место среди самых продаваемых одиночных альбомов в истории с 94 587 первоначальными продажами. Однако песня медленно поднималась в чартах Gaon и Billboard. Он дебютировал под номерами 27 и 15 в цифровом чарте Gaon и мировом чарте продаж цифровых песен Billboard в США, а затем достиг пика под номерами 8 и 13. В iTunes песня заняла первое место в 42 регионах мира. Музыкальное видео для сингла собрало более 17,6 миллионов просмотров за один день, побив их предыдущий рекорд с «Oh My God». Группа завершила промоушен, заняв первое место в течение двух недель подряд на музыкальных шоу, став самым выигрышным заглавным треком группы. 26 августа они впервые вернулись в Японию, выпустив свой второй мини-альбом Oh My God с японскими версиями предыдущих заглавных синглов и оригинальным японским треком «Tung Tung (Empty)», который был написан Минни.
27 августа Соён и Миён повторно озвучили Акали и Ари в K/DA для песни «The Baddest» с участием американских певиц Беа Миллер и Wolftyla. Также было объявлено, что они будут представлены на заглавном треке «More» с оригинальным составом Медисон Бир и Джейрой Бёрнс и китайской певицей Лекси Лю, выпущенном 28 октября. Обе песни заняли первое место в чартах Billboard World Digital Song Sales и были включены в первый мини-альбом All Out.
В ноябре (G)I-DLE провели онлайн-встречу с фанатами под названием (G)I-dle Official Fan Club Neverland 2nd fan meeting «GBC in the Neverland» через Global Interpark. GBC — это сокращённое название (G) I-dle Broadcast Club.
В конце года (G)I-dle’s I-Land: Who Am I занял 8-е место в ежегодном концерте Interpark в 2020 году; он является вторым по продажам музыкальным онлайн-концертом после онлайн-концерта IZ*ONE «Oneiric Theater», который занял четвёртое место в целом.

### 2021:I Burn, «Last Dance», сольная деятельность и уход Суджин

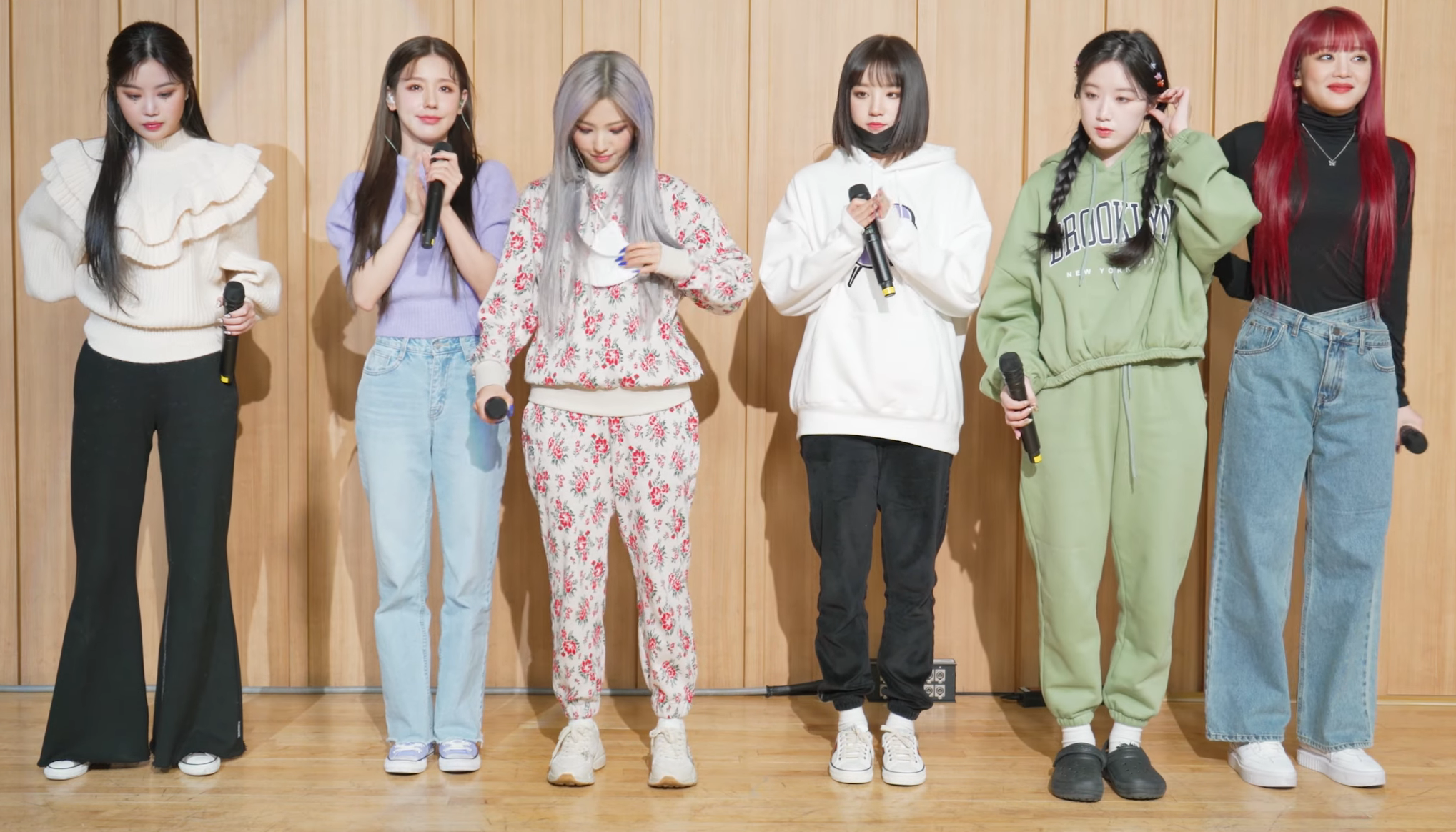
(G)I-DLE выступают с «Hwaa» в прямом эфире на шоу SBS Power FM Cultwo, январь 2021

25 декабря 2020 года (G)I-DLE анонсировали четвёртый мини-альбом I Burn на 11 января 2021 года. 11 января группа выпустила четвёртый мини-альбом I Burn, с главным треком «Hwaa». Альбом дебютировал на 1-м месте в ежедневном альбомном чарте Gaon с 75 510 проданными копиями, а также на 1-м месте в чарте розничных альбомов Gaon с 59 086 проданными копиями. Музыкальное видео для «Hwaa» набрало 10 миллионов просмотров на YouTube за 29 часов после релиза. Два дня спустя сообщалось, что альбом попал в чарты лучших альбомов iTunes в 51 стране, включая Нидерланды, Новую Зеландию, Канаду, Россию, Бразилию, Италию и Финляндию. Впервые с момента их дебюта в 2018 году все песни I Burn попали в чарты Melon. Песня возглавила отечественные чарты и достигла коммерческого успеха в чартах Billboard, достигнув 5-го места в K-pop Hot 100 и 8-го места в мировых цифровых песнях. Песня также возглавляла чарт NetEase Music в реальном времени и еженедельный чарт K-Pop в течение двух недель подряд с момента её выпуска. Кроме того, «Hwaa» одержала 10 побед в музыкальных шоу, что является самым высоким показателем с момента их дебюта в 2018 году. Песня также получила «тройную корону».
27 января (G)I-DLE выпустили официальную английскую и китайскую версии «Hwaa». Автором песен для китайской версии стала Юйци, китайская участница группы. 5 февраля (G)I-DLE выпустили ремикс-версию «Hwaa» Дмитрия Вегаса и Лайка Майка. Это первое сотрудничество группы с иностранными артистами.
4 марта было объявлено, что Суджин временно прекратит всю свою деятельность после предполагаемых обвинений в издевательствах со стороны бывших одноклассников.
29 апреля (G)I-DLE вместе с Universe выпустили песню «Last Dance» в составе группы из 5 человек, без Суджин. Сингл занял 142-е место в цифровом чарте Gaon и 16-е место в мировом чарте Billboard.
14 августа 2021 года Cube Entertainment объявили, что Суджин покинула группу; таким образом, в ней осталось пять человек.

### 2022:I Never Die,первый мировой тур «Just Me ()I-dle» иI Love

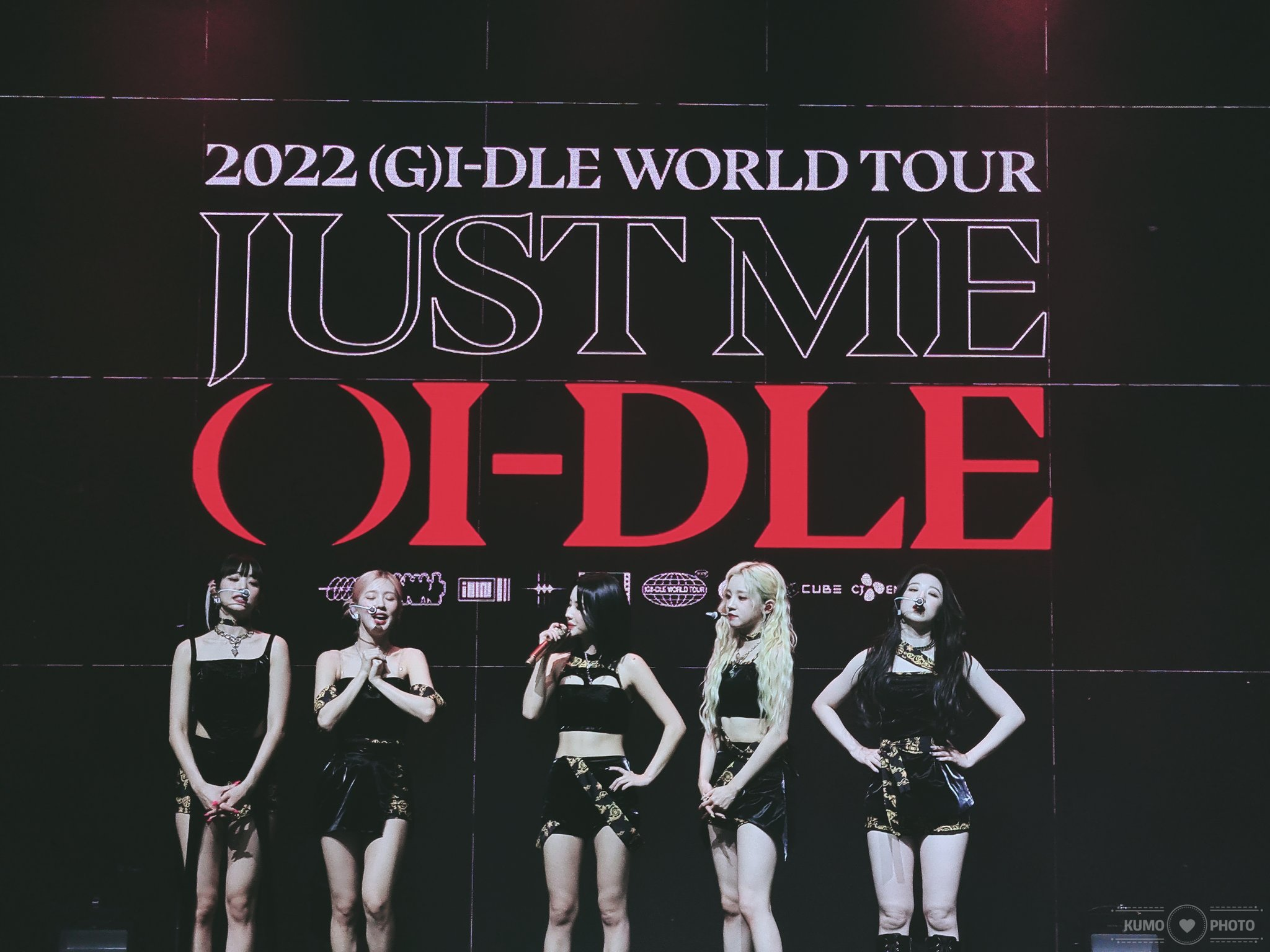
Выступление в выставочном комплексе Showcenter (Монтеррей, Мексика), август 2022

17 января (G)I-dle впервые выступили в составе группы из пяти человек в рамках выставки Expo 2020 в Дубае в день страны Южной Кореи.
24 февраля было объявлено, что (G)I-dle вернутся со своим первым студийным альбомом I Never Die и ведущим синглом «Tomboy» 14 марта, их первым релизом в составе группы из пяти человек. Группа впервые возглавила чарты Южной Кореи как в цифровом чарте Gaon, так и в Korea K-Pop Hot 100, а также в южнокорейском Billboard, где она оставалась три недели подряд соответственно. 24 марта группе удалось добиться статуса All-Kills, так как песня возглавила топ-100 на нескольких южнокорейских музыкальных сайтах. В совокупности они потратили 167 часов, став второй группой, достигшей PAK в том году. Тем временем трек «My Bag» би-сайд стал самым высокооплачиваемым би-сайдом группы, достигнув 22 позиции в еженедельном цифровом чарте Gaon, 34-й в K-pop Hot 100 и 9-й в южнокорейском чарте Billboard.
Песня создала «Tomboy Syndrome», заняв доминирующее положение как в отечественных, так и в зарубежных музыкальных чартах. Музыкальное видео набрало 10 миллионов просмотров в течение 16 часов после релиза и достигло 100 миллионов просмотров примерно пятьдесят дней спустя. В том же месяце группа выпустила ремикс-версию песни голландско-марокканского диджея R3hab 20 мая. Видео-визуализатор для этого ремикса был выпущен на YouTube-канале R3hab в тот же день. Хореография «Tomboy» была признана захватывающе точечной. «ILY sign», когда средний и безымянный пальцы складываются обеими руками, а затем встряхиваются крест-накрест, стал танцевальным движением, которому подражали многие знаменитости и танцевальные коллективы внутри страны и за рубежом. Видеоролики с хэштегом «Tomboy Challenge» набрали более 100 миллионов просмотров на TikTok. Затем песня достигла 100 миллионов прослушиваний на Spotify в сентябре.
I Never Die был выбран журналом Time одним из лучших альбомов 2022 года. Журнал написал, что «Tomboy» была «одной из самых коммерчески успешных песен K-pop 2022 года», а альбом «заслуживает собственного признания». Кроме того, Billboard поставил «Tomboy» на первое место в списке 25 лучших песен K-Pop за 2022 год.
(G)I-dle начали своё первое мировое турне, Just Me ()I-dle стартовал в Южной Корее и продолжился в Соединённых Штатах, Чили, Мексике, Бангкоке, Индонезии, Куала-Лумпуре, Филиппинах, Японии и Сингапуре. Билеты на шоу в Олимпийском парке Сеула 18 и 19 июня были распроданы после открытия предварительной продажи билетов. Затем Cube анонсировал дополнительный концерт в Сеуле на 17 июня, и билеты на него также были распроданы в течение трёх минут.
17 октября (G)I-dle выпустили свой пятый корейский мини-альбом, I Love. Альбом оформлен в винтажном голливудском стиле и вдохновлён покойной актрисой Мэрилин Монро. Ведущий сингл «Nxde» возглавил все чарты в режиме реального времени в Южной Корее и достиг своего второго абсолютного успеха (PAK) в 2022 году, сделав (G)I-dle четвёртой группой в истории K-pop, у которой было несколько PAK в течение одного года (предшественниками были 2NE1 в 2011, Big Bang в 2015 и Twice в 2016). На Тайване песня возглавила рейтинг Billboard Taiwan Songs.
В Соединённых Штатах песня заняла 39-ю строчку в чартах Mediabase Top 40 Radio и дебютировала на 40-й строчке в американском чарте Billboard Pop Airplay, что сделало их первым выступлением независимого лейбла, попавшим в чарты с песней не на английском языке. Альбом стал коммерчески успешным для группы, заняв 71 место в Billboard 200, занял первое место в 40 странах мира в категории лучших альбомов iTunes, первоначальные продажи превысили 678 000 копий и зафиксировали рост примерно на 284 % по сравнению с предыдущим релизом. Музыкальное видео на «Nxde» собрало 24 миллиона просмотров в течение 24 часов после его выхода и превысило 100 миллионов просмотров на семнадцатый день релиза (4 ноября), побив рекорд за самый короткий период среди женских групп четвёртого поколения. Клип стал восьмым музыкальным видео (G)I-dle, набравшим 100 миллионов просмотров, установив рекорд по количеству песен, достигших этого рубежа женской группой четвёртого поколения. Песня завоевала одиннадцать побед на музыкальных шоу и первое место в течение трёх недель подряд на Music Core и Inkigayo, что делает его самым успешным альбомом группы после «Hwaa» (2021).
16 декабря (G)I-dle совместно со Стивом Аоки выпустили ремикс-версию «Nxde». В тот же день был выпущен видеоклип-визуализатор на песню. 31 декабря (G)I-dle выпустили для фанатов, интерактивного концерта виртуальной реальности (VR), который был выпущен бесплатно эксклюзивно на Pico Video в десяти странах, включая Малайзию. Pico продюсирует шоу в сотрудничестве с Vive Studios, ведущей корейской компанией по производству контента для метавселенной, основанной на искусственном интеллекте, что делает это первым интерактивным концертом K-pop в виртуальной реальности. (G)I-dle стали десятым по популярности K-pop-исполнителем в мире и четвёртой по популярности женской K-pop-группой по всему миру на Spotify в 2022 году.

### 2023:I Feel, второй мировой тур «I Am Free-ty» иHeat

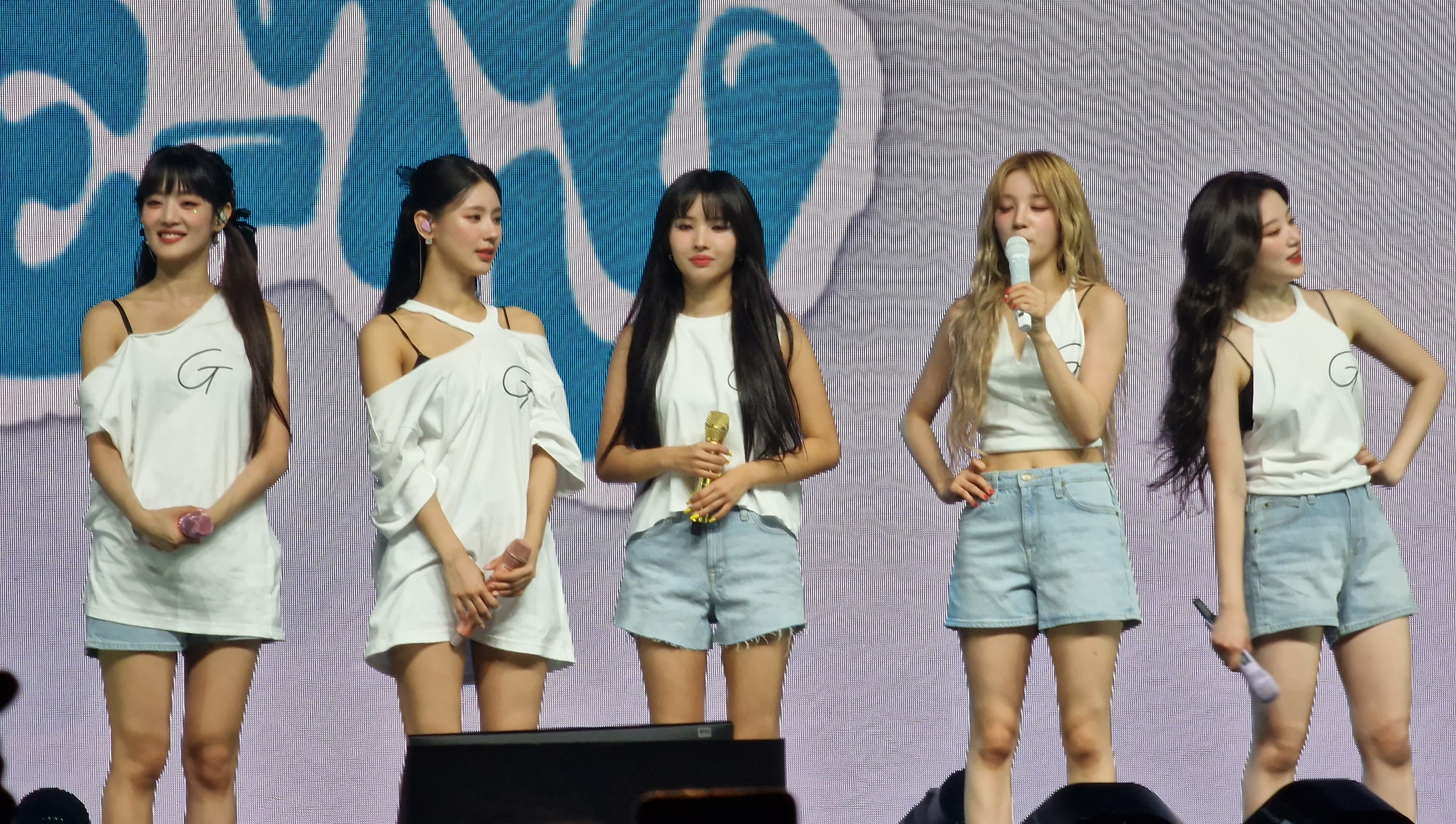
Концерт (G)I-DLE в Амстердаме в рамках тура «I am FREE-TY», сентябрь 2023

В 2023 году (G)I-dle дебютировали на тайваньском телевидении, появившись в специальной программе тайваньской телекомпании TTV «Суперзвезда 2023» в канун китайского Нового года, в качестве представителя Южной Кореи в финальном акте шоу.
18 апреля было объявлено, что (G)I-dle выпустят свой шестой корейский мини-альбом I Feel 15 мая, за которым последует сопутствующее мировое турне I am Free-ty, которое начнется в Сеуле 17 июня.
10 июля было объявлено, что (G)I-dle будут сотрудничать с 88rising, для выпуска их первого англоязычного мини-альбома Heat 5 октября. Первый сингл с альбома, «I Do», был выпущен 13 июля.

### 2024:2, сольная деятельность,I sway,третий мировой тур, продление контракта

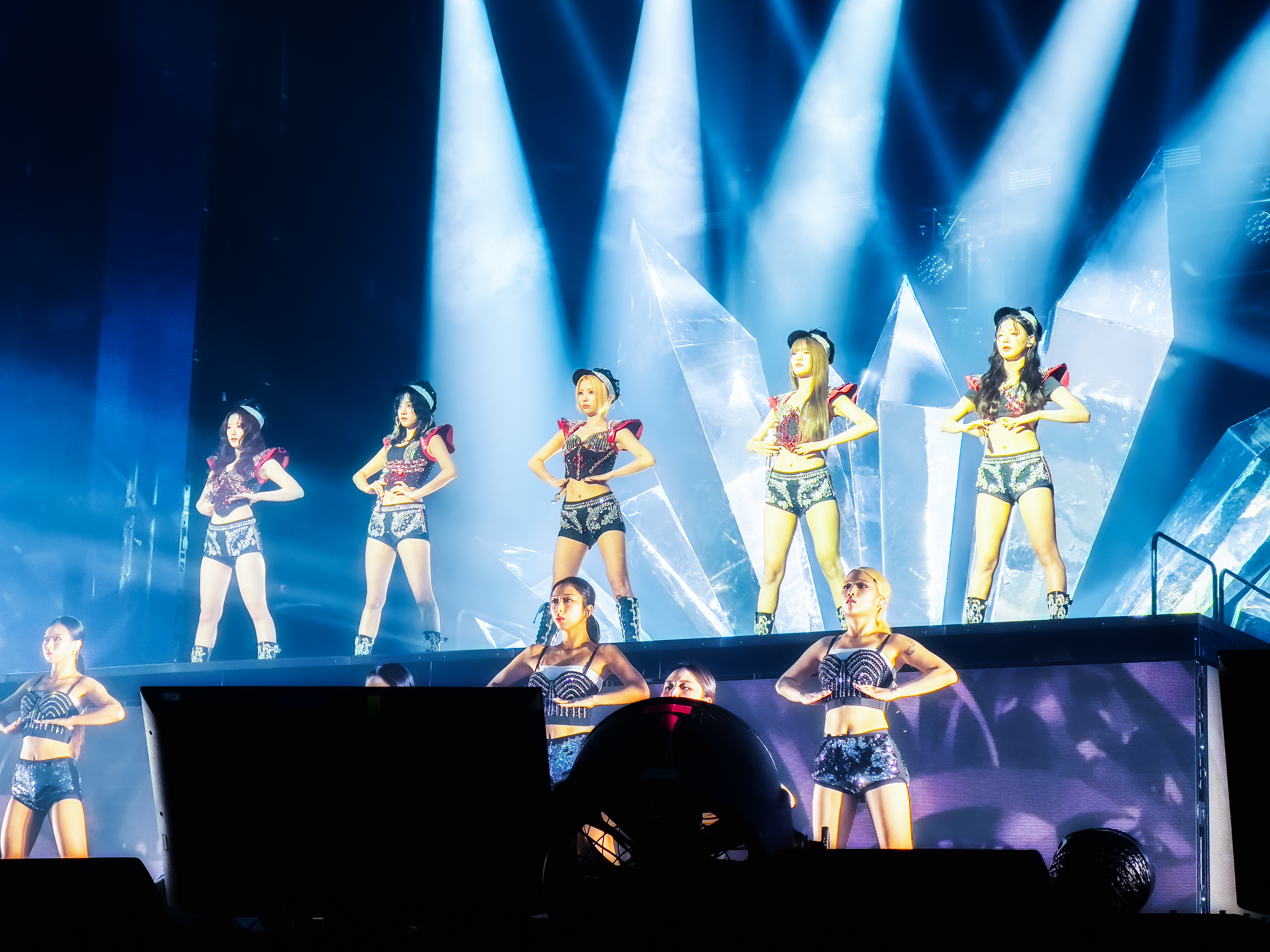
(G)I-DLE выступают в Такоме в рамках третьего мирового тура, сентябрь 2024

8 января 2024 года компания Cube Entertainment анонсировала второй студийный альбом (G)I-dle 2. Предварительный сингл «Wife» был выпущен 22 января. Релиз альбома произошёл 29 января.
В том же году Юци дебютировала сольно, выпустив мини-альбом Yuq1 23 апреля. В клипе на заглавный трек «Freak» она сталкивается с героями классических хорроров.
Седьмой корейский мини-альбом (G)I-dle I Sway был анонсирован 10 июня и вышел 8 июля 2024 года вместе с клипом «Klaxon».
13 мая 2024 года агентство Cube Entertainment опубликовало постер третьего мирового тура группы «2024 (G)I-DLE WORLD TOUR — iDOL» и сообщило, что он продлится с 3 августа до 2 ноября и что за это время группа выступит в 14 городах, включая Сеул, Хьюстон, Мельбурн, Бангкок, Токио и Сидней.
На церемонии вручения премии Melon Music Awards 2024, проходившей 30 ноября, Соён во время благодарственной речи сообщила, что все участницы (G)I-dle приняли решение продлить контракт с Cube Entertainment.

### 2025-настоящее время: сольная деятельность,We areиWe are i-dle, переименование

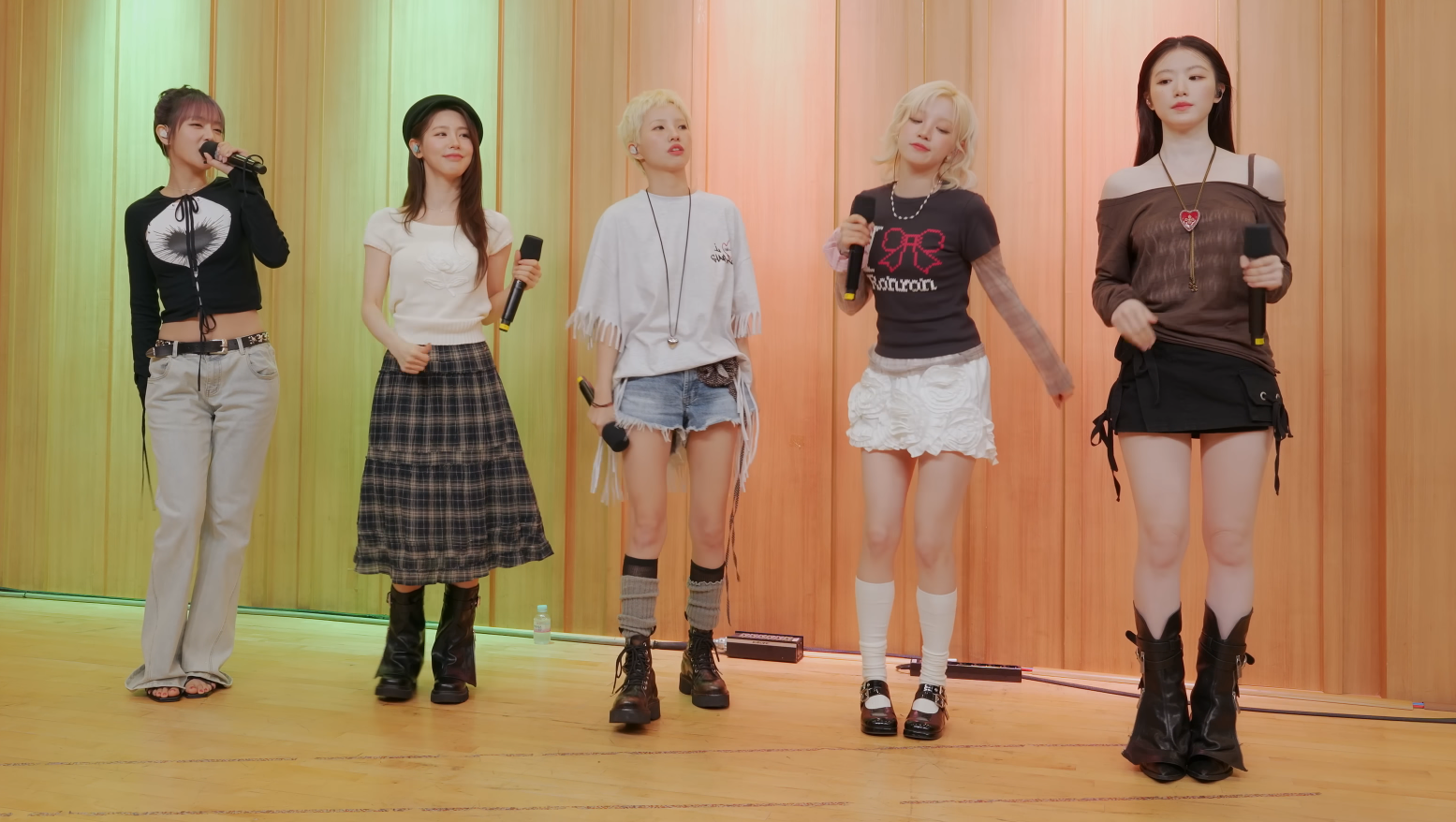
I-dle исполняют «Good Thing» в эфире радио SBS, май 2025

Минни представила официальный клип на песню «Blind Eyes Red» 6 января 2025 года в преддверии своего официального сольного дебюта. 21 января она выпустила свой первый мини-альбом HER и музыкальное видео на одноимённый заглавный трек.
1 мая 2025 года, за день до своей седьмой годовщины, группа сменила название на I-dle и анонсировала специальный релиз We are i-dle, вышедший 2 мая. Затем 19 мая они выпустили восьмой мини‑альбом We are.

### Участницы
| Сценический псевдоним | Сценический псевдоним | Настоящее имя   | Настоящее имя         | Дата рождения | Позиция в группе                                |
| Основной              | Другой                | На русском      | Хангыль Тайский/Ханча | Дата рождения | Позиция в группе                                |
| --------------------- | --------------------- | --------------- | --------------------- | ------------- | ----------------------------------------------- |
| Соён                  | Soyeon                | Чон Соён        | 전소연                | 26.08.1998    | Лидер, рэпер, танцор, вокалистка, центр         |
| Миён                  | Miyeon                | Чо Миён         | 조미연                | 31.01.1997    | Главная вокалистка                              |
| Минни                 | Minnie                | Ниша Йонтарарак | มินนี่ ณิชา ยนตรรักษ์       | 23.10.1997    | Ведущая вокалистка                              |
| Юйци                  | Yuqi                  | Сун Юйци        | 宋雨琦                | 23.09.1999    | Ведущий танцор, ведущая вокалистка, лицо группы |
| Шухуа                 | Shuhua                | Е Шухуа         | 葉舒華                | 06.01.2000    | Вижуал, вокалистка, макнэ                       |

### Бывшие участницы
| Сценический псевдоним | Сценический псевдоним | Настоящее имя | Настоящее имя | Дата рождения | Позиция в группе                          |
| Основной              | Другой                | На русском    | Хангыль       | Дата рождения | Позиция в группе                          |
| --------------------- | --------------------- | ------------- | ------------- | ------------- | ----------------------------------------- |
| Суджин                | Soojin                | Со Суджин     | 서수진        | 09.03.1998    | Вокалистка, ведущий рэпер, главный танцор |

## Дискография
| Корейские Студийные альбомы I Never Die (2022) 2 (2024) Мини-альбомы I Am (2018) I Made (2019) I Trust (2020) I Burn (2021) I Love (2022) I Feel (2023) I Sway (2024) We Are I-dle (2025) We Are (альбом I-dle) (2025) | Японские Мини-альбомы Latata (2019) Oh My God (2020) | Английские Мини-альбомы Heat (2023) |

## Фильмография

### Развлекательные шоу
- Queendom (2019, Mnet)[64]
- Life Co LTD (인생주식회사) (2020, Lifetime)
- Idol Workshop (아이돌 워크숍) (2020, U+ Idol Live)

### Реалити-шоу
- (G)I-dle: I-Talk (2018-н.в, V Live, YouTube)
- (G)I-dle: Vlog in New York (2018, V Live)
- To Neverland (2019, M2, Naver TV Cast)[151]
- (G)I-dle: Little but Certain Happiness (소확행) (2019, V Live, YouTube)
- (G)I-dle: Secret Folder (유출금지) (2020, 1theK Originals)
- #HASHTALK (2020, YouTube)
- (G)I-DLE LIVE: 아이들라이브 (2020, YouTube Live)
- (G)I-dle X Star Road (2020, V Live)[152]
- Never Ending Neverland (네버엔딩 네버랜드) (2020, Cube Tv)

## Филантропия и благотворительность
22 апреля 2020 года (G)I-DLE пожертвовали 30 000 бутылок дезинфицирующего средства для рук на сумму 100 вон для детей и их семей в целях борьбы с COVID-19 в Южной Корее.
Сеул назначил (G)I-DLE послами доброй воли города наряду с Юрой, Пак Чин-Хи и восемью другими кандидатами. Они будут носить титул «Городские послы» в течение двух лет.
На 10-м ежегодном фестивале детского диабета (англ. 10th annual Children's Diabetes Celebration Festival), проходившем в комплексе Underground Kingdom парка Lotte World в районе Синчон-донг (Сеул, Южная Корея), они были отмечены как новый посол «Корейской детской ассоциации диабета».

## Рекламные сделки
В 2019 году (G)I-DLE стали первой корейской женской группой, которая сотрудничала с Kaja, косметическим брендом, созданным Sephora и Memebox для создания новой формы, сочетающей K-beauty и K-pop. Благодаря партнёрству были выпущены реалити-шоу To Neverland и музыкальный клип «Senorita».
(G)I-DLE были выбраны в качестве новой модели Akiii Classic в 2020 году. В начале апреля 2020 года (G)I-DLE были представлены как рекламные модели для крупнейшего в Южной Корее бренда контактных линз LensMe. Представитель LensMe объяснил, что уникальная музыка и харизматическая черта группы хорошо сочетаются с их имиджем компании «Базовый, модный, лёгкий». В декабре (G)I-DLE были выбраны в качестве моделей для глобального бренда высокой моды LipHop, который популярен среди молодёжи, преимущественно в Корее, США, Таиланде и Японии. Компания заявила, что считает группу «мировыми артистами, которые могут похвастаться уверенной музыкой и привлекательным внешним видом».

## Музыкальный стиль и тематика

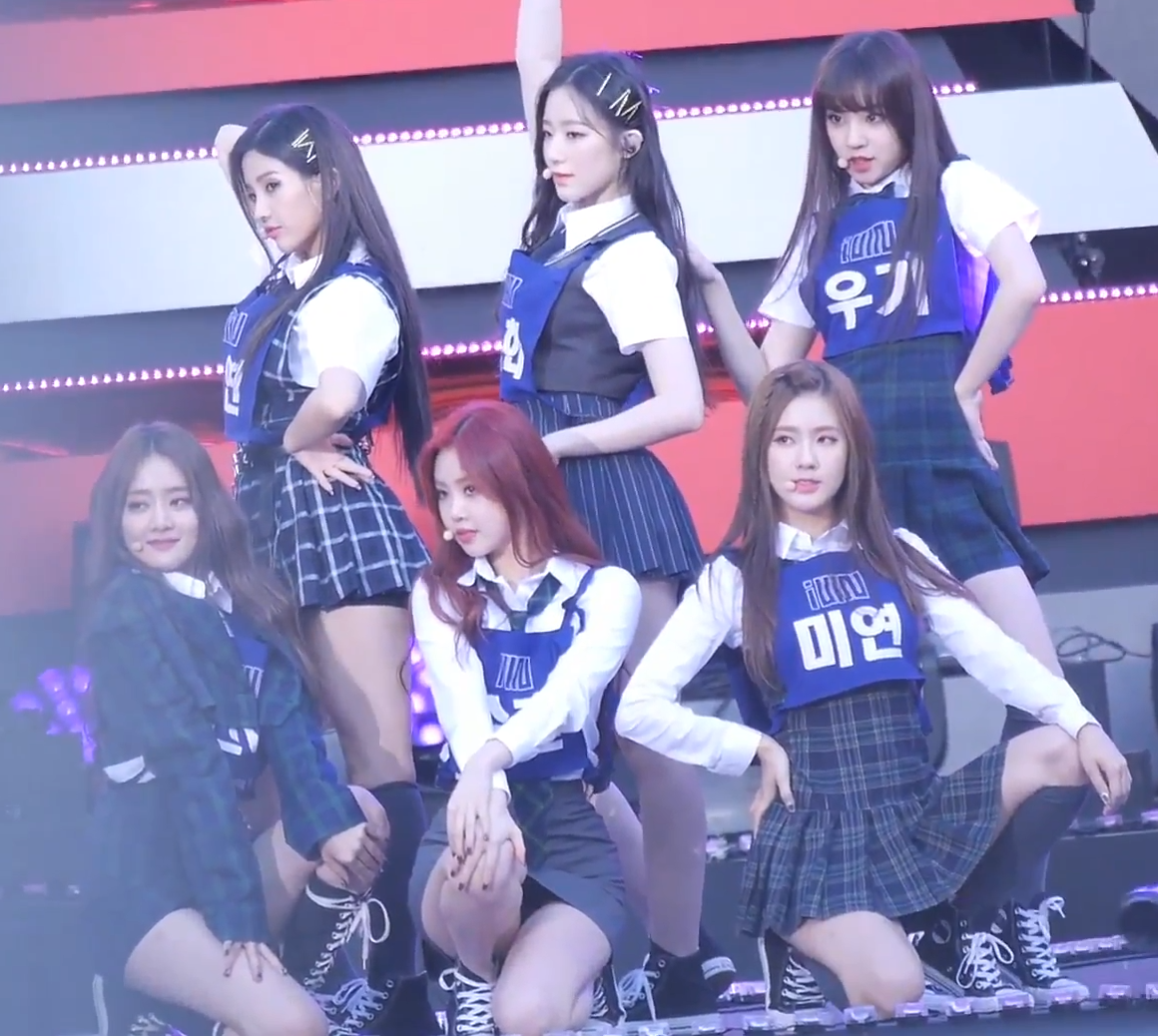
Выступление (G)I-DLE на фестивале DMC, сентябрь 2018.

Песни (G)I-DLE охватывают самые разные жанры, например, «Latata» — мумбатон-трэп, «Hann (Alone)» — мумбатон, «Senorita» — латинский поп, «Uh-Oh» — бум-бэп, «Oh My God» — урбан-хип-хоп и «Dumdi Dumdi» — тропический мумбатон. В мире музыки K-pop, насыщенном песнями «Love» и «Farewell», группа выпустила «Lion», песню, которая отличается от типичной песни женской группы, в которой достоинство человека сравнивается с достоинством льва. В I Trust группа использовала элементы EDM-трэпа, хип-хопа и урбан-музыки, с темами любви к себе и уверенности в себе.
Журнал Melon описал музыку (G)I-DLE в целом так: «Уникальность — это самое мощное оружие (G)I-DLE». Журналист Korea JoongAng Daily Ю Сон Ун похвалил группу за использование уникального сочетания концепций и элементов из различных источников, а также создание нечто нового и свежего в жанре K-Pop. Трек «Dumdi Dumdi», была отмечена как наследие летних песен.

## Концерты и туры

### Мировые туры
- Just Me ()I-dle World Tour (2022)
- I Am Free-ty World Tour (2023)
- I-dol World Tour[англ.] (2024)

### Хедлайнеры
- (G)I-dle World Tour I-Land: Who Am I Tour (2020)
- 2022 Virtual Reality Concert 'For Neverland[136] (2022)

## Награды и номинации
22 мая 2018 года (G)I-dle одержали свою первую музыкальную победу на The Show с «Latata». Они получили свою первую награду, «Женский новичок года», 24 июля 2018 года на церемонии вручения премии «Бренд года» и получили в общей сложности семь наград на различных церемониях награждения в свой дебютный год. В 2020 году группа выиграла Международную премию за музыкальное видео на 5—й церемонии BreakTudo Awards с песней «Oh My God». В 2024 году девушки выиграли дэсан в номинации Record Of The Year на премии Melon Music Awards 2024. В 2025 году на премии Asia Star Entertainer Awards 2025 девушки выиграли награды Global K-pop Leader, The platinum и дэсан Record of the year.